# Pseudosaga maraisi
Pseudosaga maraisi är en insektsart som beskrevs av Naskrecki 2003. Pseudosaga maraisi ingår i släktet Pseudosaga och familjen vårtbitare. Inga underarter finns listade i Catalogue of Life.